# Coscinocera
Coscinocera este un gen de molii de dimensiuni mari din familia Saturniidae, răspândite în Australasia. Acest gen cuprinde și specia Coscinocera hercules, cea mai mare molie din Australia. 

## Specii
- Coscinocera anteus Bouvier, 1927
- Coscinocera hercules (Miskin, 1876)
- Coscinocera omphale Butler, 1879
- Coscinocera rothschildi Le Moult, 1933